# Mobile County
Mobile County er et county beliggende i den sydvestlige del af den amerikanske delstat Alabama. Hovedbyen og den største by er byen Mobile. Mod vest grænser countiet op til staten Mississippi og mod øst grænser det op til Mobile Bay og Mobile River. I 2016 havde countiet 414.836 indbyggere. Det blev grundlagt 18. december 1812. Mobile County er opkaldt efter den indfødte stamme Maubila.

## Geografi
Ifølge United States Census Bureau er Baldwin Countys totale areal på 4.258 km², hvoraf de 1.075 km² er vand. 

### Grænsende counties
- Washington County (nord)
- Baldwin County (øst)
- Jackson County, Mississippi (sydvest)
- George County, Mississippi (vest)
- Greene County (nordvest)